# Винтершајд
Винтершајд (њем. Winterscheid) општина је у њемачкој савезној држави Рајна-Палатинат. Једно је од 235 општинских средишта округа Ајфелкрајс Битбург-Прим. Према процјени из 2010. у општини је живјело 151 становника. Посједује регионалну шифру (AGS) 7232328.

## Географски и демографски подаци
Винтершајд се налази у савезној држави Рајна-Палатинат у округу Ајфелкрајс Битбург-Прим. Општина се налази на надморској висини од 470 метара. Површина општине износи 8,5 km². У самом мјесту је, према процјени из 2010. године, живјело 151 становника. Просјечна густина становништва износи 18 становника/km².